# Damazy Tilgner

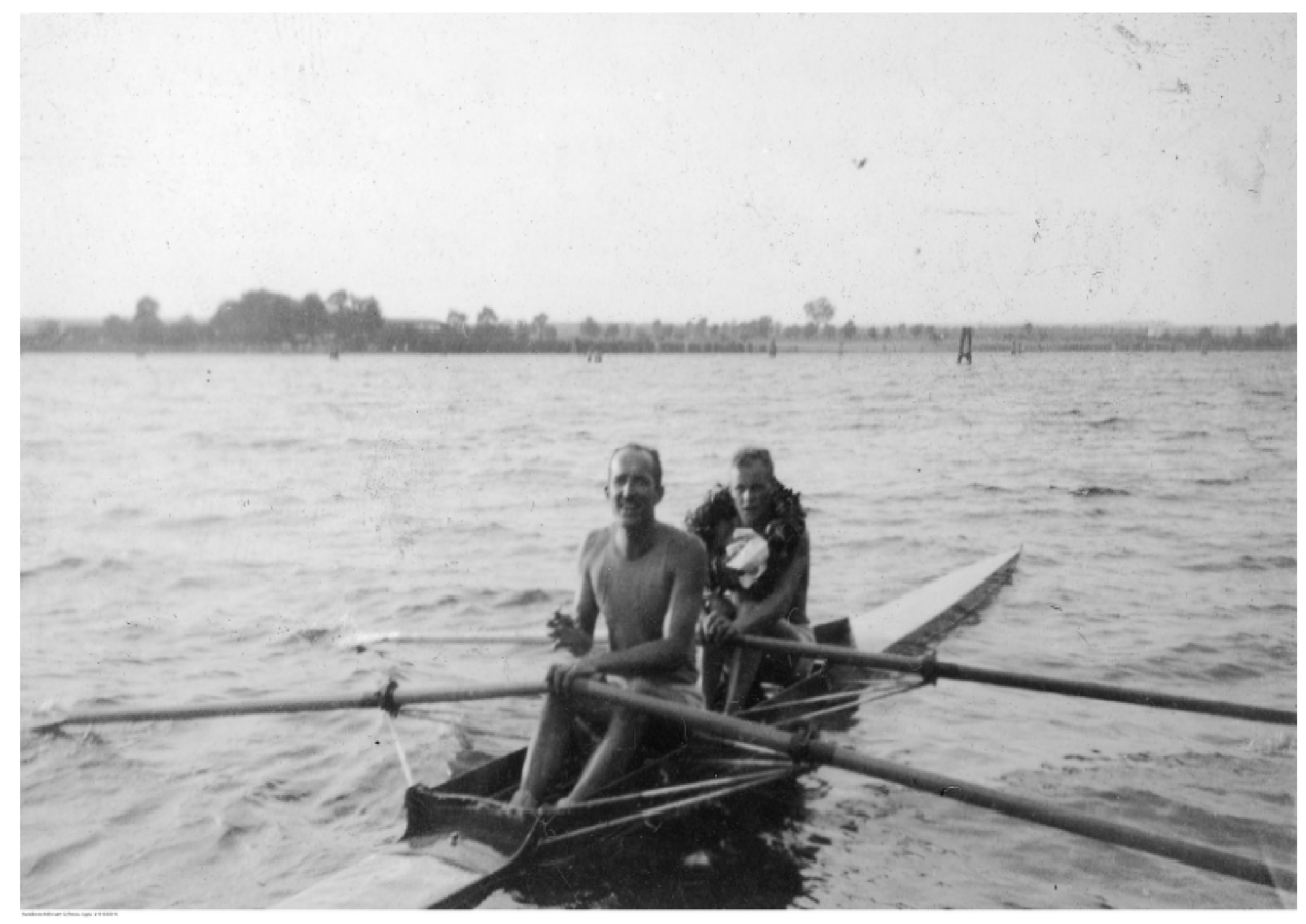
D. Tilgner (z lewej) w 1934 na Mistrzostwach Polski

Damazy Jerzy Tilgner, ps. „Jaromir” (ur. 26 listopada 1904 w rejencji poznańskiej, zm. 19 lutego 1997 w Sopocie) – polski naukowiec zajmujący się przemysłem spożywczym, działacz społeczny oraz sportowy, wieloletni wykładowca i doktor honoris causa Politechniki Gdańskiej. Poseł do zgromadzeń parlamentarnych w latach 1945–1952: do Krajowej Rady Narodowej oraz na Sejm Ustawodawczy. Wielokrotny mistrz Polski w wioślarstwie i prezes Polskiego Związku Towarzystw Wioślarskich.

## Życiorys
Urodził się na terenie Wielkopolski w rodzinie przyszłego powstańca wielkopolskiego, jednak dzieciństwo i młodość spędził w Berlinie, gdzie ojciec prowadził interesy. Po powrocie Poznania do Polski ukończył szkołę średnią oraz podjął naukę na kierunku technologia rolna w lokalnym Uniwersytecie. Po ukończeniu studiów pracował jako instruktor gorzelnictwa. Odbywał praktyki w zakładach przemysłowych w USA i na Uniwersytecie Kalifornijskim w Berkeley, pracował również w wytwórni konserw i przetworów żywnościowych w Niemczech. W 1932 obronił doktorat z dziedziny nauk rolniczych na Uniwersytecie Poznańskim. Należał do twórców Centralnego Inspektoratu Standaryzacji i Eksportu Wyrobów Polskiego Przemysłu Mięsnego.
Podczas II wojny światowej działał w SP we frakcji „zrywowców” związanych z Zygmuntem Felczakiem. Przybrał wówczas pseudonim „Jaromir”, którego używał do końca życia w kontaktach z przyjaciółmi. Prowadził wykłady dla członków Komitetu Głównego KPN z dziedziny rolnictwa. Po 1945 był pełnomocnikiem SP na województwo pomorskie. W 1945 wszedł w skład Krajowej Rady Narodowej jako reprezentant Stronnictwa w okręgu Bydgoszcz. Dwa lata później uzyskał mandat do Sejmu Ustawodawczego z listy tego samego ugrupowania w okręgu Opole. Zasiadał w dwóch komisjach: rolnej oraz spółdzielczości, aprowizacji i handlu. Od grudnia 1947 pełnił obowiązki przewodniczącego Klubu Poselskiego SP, jednak w październiku 1949 wraz z grupą Feliksa Widy-Wirskiego opuścił ugrupowanie.
W styczniu lub lutym 1945 r. przyjął propozycję przedstawiciela rządu lubelskiego inż. Bolesława Rumińskiego do pracy w Grupie Operacyjnej „Pomorze” gdzie był Pełnomocnikiem Głównym ds. Gospodarki na Pomorzu, z siedzibą w Bydgoszczy. Grupa była agendą rządową mającą przejmować z rąk sowieckiej administracji wojskowej zakłady przemysłowe i organizować tam cywilną administrację polską. Zatrudnił w tej grupie Jana Stachniuka. Tilgner w swoich raportach rzetelnie informował o rabunkach wojsk sowieckich i oszustwach Sowietów przy zdawaniu mienia lub jego wycenie, co w ówczesnych realiach politycznych wymagało odwagi. Grupa zakończyła działalność w marcu 1945.
Po 1945 mieszkał w Bydgoszczy, gdzie był dyrektorem Rolniczego Instytutu Badawczego przy pl. Weyssenhoffa. Z Bydgoszczy dojeżdżał do pracy na Wydziale Agrotechnicznym Politechniki Gdańskiej. Zorganizował Katedrę Technologii Zwierzęcych Produktów Spożywczych będącą częścią Wydziału Chemicznego. W 1947 uzyskał stopień doktora habilitowanego na Uniwersytecie Poznańskim, a w 1960 tytuł profesora zwyczajnego Politechniki Gdańskiej.
W 1968 został wyrzucony z pracy w Politechnice Gdańskiej po interwencji lokalnej SB, która dostarczyła władzom uczelni prywatny list Tilgnera, w którym krytykował władze PRL oraz jej politykę zagraniczną wobec Izraela i państw arabskich. List zawierał także sarkastyczne uwagi na temat PRL-owskiej inteligencji technicznej z awansu społecznego i poziomu intelektualnego ich małżonek. Orzeczenie uczelnianej komisji dyscyplinarnej podtrzymała Wyższa Komisja Dyscyplinarna przy Ministrze Oświaty i Szkolnictwa Wyższego dla pracowników naukowo-dydaktycznych szkół wyższych (za byli: Jan Różycki, Witold Czachórski, Jerzy Wróblewski i Piotr Zaremba, sprzeciwił się jedynie Henryk Samsonowicz). W 1986 uczelnia zadecydowała o rehabilitacji profesora, a w 1992 nadała mu tytuł i godność doktora honoris causa.
Był bliskim znajomym Jana Stachniuka oraz zwolennikiem jego koncepcji filozoficznych. Na krótko przed swym uwięzieniem w 1949 Stachniuk ukrył u Tilgnera maszynopisy trzech niewydanych prac.
Zmarł w 1997, został pochowany na cmentarzu komunalnym w Sopocie (kwatera N3-9-22). Jego imieniem nazwano jedną z gdańskich ulic.

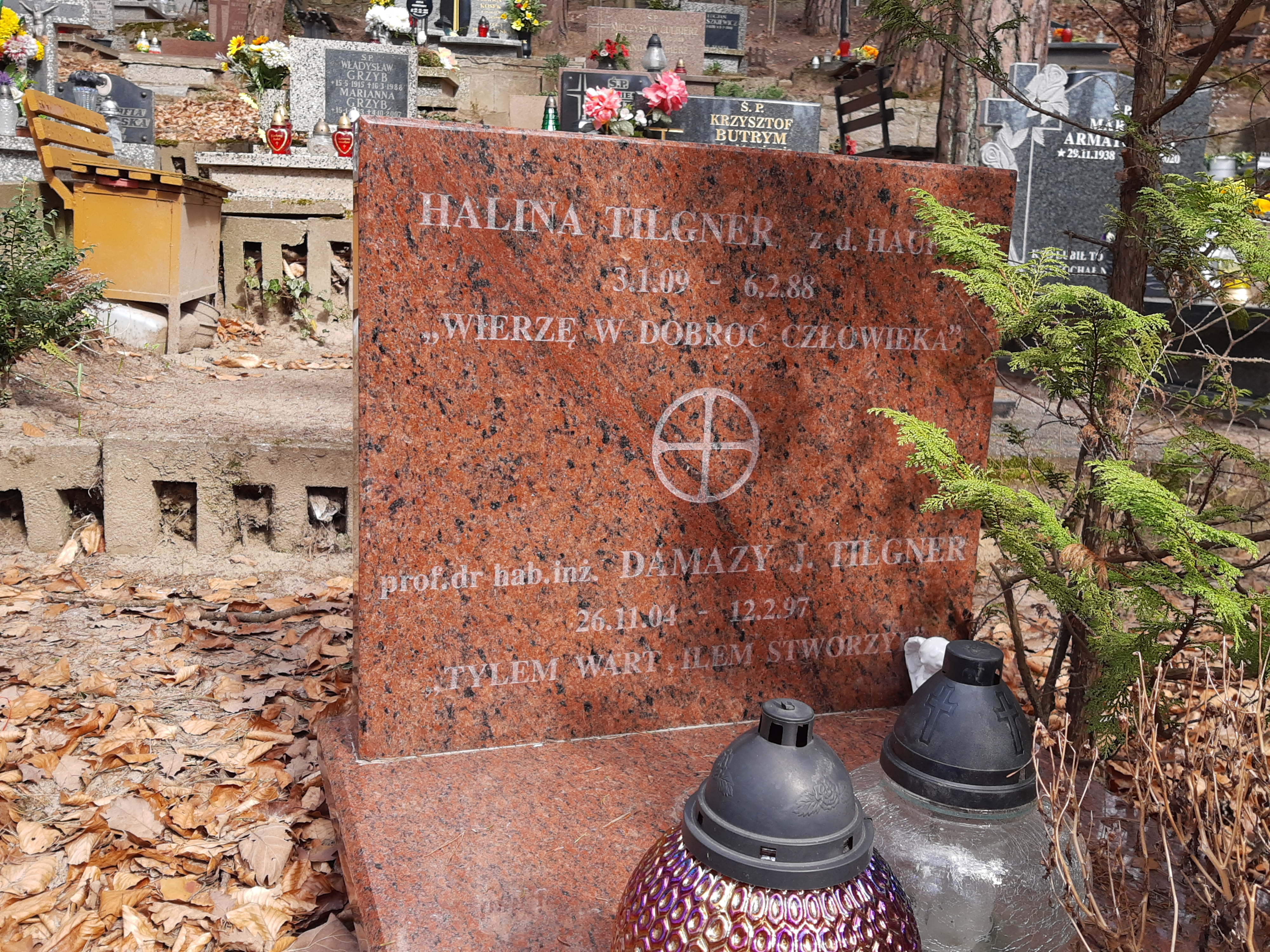
Grób prof. Damazego Tilgnera na Cmentarzu Komunalnym w Sopocie

## Działalność sportowa
W okresie międzywojennym był zawodnikiem KW 04 Poznań, a następnie WTW Warszawa. W latach 1928–1934 zdobył pięć tytułów Mistrza Polski. W okresie 1947–1949 był prezesem Polskiego Związku Towarzystw Wioślarskich.

## Wybrane publikacje
- Wędliny wileńskie (wraz z Tadeuszem Chrząszczem), Polski Związek Eksporterów Bekonu i Artykułów Zwierzęcych, Poznań 1937
- Zagadnienie przerobu kapusty kiszonej (wraz z R. Schillakiem), Warszawa 1938
- Effect of thermal denaturation on the mechanical resistance and texture of animal tissue: [as exemplified by Baltic herring], Warszawa 1967; Tytuł oryginalny: Wpływ denaturacji cieplnej na wytrzymałość mechaniczną i konsystencję tkanki zwierzęcej: [na przykładzie śledzia bałtyckiego]
- Mechanical resistance of fresh Baltic herring, Warszawa 1967 [w oryginale: Wytrzymałość mechaniczna świeżego śledzia bałtyckiego]